# Prince Frederick Harbour
Prince Frederick Harbour är en vik i Australien. Den ligger i delstaten Western Australia, omkring 2 100 kilometer nordost om delstatshuvudstaden Perth.
Trakten runt Prince Frederick Harbour är nära nog obefolkad, med mindre än två invånare per kvadratkilometer. Savannklimat råder i trakten. Genomsnittlig årsnederbörd är 1 826 millimeter. Den regnigaste månaden är februari, med i genomsnitt 407 mm nederbörd, och den torraste är augusti, med 1 mm nederbörd.